# Lã Thanh Tân
Lã Thanh Tân (sinh ngày 2 tháng 10 năm 1967) là một chính trị gia người Việt Nam. Ông hiện là đại biểu quốc hội Việt Nam khóa XIV nhiệm kì 2016-2021, thuộc đoàn đại biểu quốc hội thành phố Hải Phòng, Ủy viên Ủy ban Pháp luật của Quốc hội, Giám đốc Sở Tư pháp thành phố Hải Phòng. Ông đã trúng cử đại biểu quốc hội năm 2016 ở đơn vị bầu cử số 3, thành phố Hải Phòng (gồm có quận Kiến An, Đồ Sơn, An Lão, Tiên Lãng, Vĩnh Bảo) với tỉ lệ 69,35% số phiếu.

## Xuất thân
Lã Thanh Tân sinh ngày 2 tháng 10 năm 1967 quê quán ở xã Ngũ Phúc, huyện Kiến Thụy, TP Hải Phòng.

## Gia đình
Con trai: Lã Trọng Đạt (19/10/2003)

## Giáo dục
- Giáo dục phổ thông: 12/12
- Đại học Luật (khoa Hành chính tư pháp)
- Thạc sĩ Luật
- Cao cấp lí luận chính trị

## Sự nghiệp
Ngày 24 tháng 2 năm 1994, Lã Thanh Tân gia nhập Đảng Cộng sản Việt Nam.
Ngày 22 tháng 5 năm 2016, Lã Thanh Tân trúng cử Đại biểu Quốc hội Việt Nam khóa 14 đơn vị bầu cử số 3, thành phố Hải Phòng (gồm có quận Kiến An, Đồ Sơn, An Lão, Tiên Lãng, Vĩnh Bảo) với tỉ lệ 69,35% số phiếu.
Khi ứng cử đại biểu Quốc hội khóa XIV năm 2016, ông là Phó Bí thư Đảng ủy, Phó Giám đốc Sở, Chủ tịch Công đoàn cơ quan Sở Tư pháp thành phố Hải Phòng.
Ngày 9 tháng 8 năm 2017, Lã Thanh Tân được Chủ tịch UBND thành phố Hải Phòng Nguyễn Văn Tùng bổ nhiệm giữ chức vụ Giám đốc Sở Tư pháp thành phố Hải Phòng.
Ông hiện là Giám đốc Sở Tư pháp thành phố Hải Phòng, Ủy viên Ủy ban Pháp luật của Quốc hội.
Ông đang làm việc ở Sở Tư pháp thành phố Hải Phòng.